# 17-й танковый корпус (СССР)
17-й танковый Кантемировский корпус (17 тк) — оперативно-тактическое танковое соединение РККА Вооружённых Сил СССР.
Танковый корпус участвовал в Сталинградской битве.

## История
Корпус сформирован в Сталинграде в июне 1942 года. В его состав вошли управление, 66-я (66 тбр), 67-я (67 тбр), 174-я танковые (174 тбр) и 31-я мотострелковая бригады (31 мсбр). 22 июня 1942 года соединения и части корпуса из Сталинграда убыли на Брянский фронт и 24 июня 1942 года разгрузились в Воронеже. Сюда же из Москвы прибыло командование корпуса — командир генерал-майор танковых войск Фекленко Н. В., военком полковой комиссар Гуляев В. Г., начальник штаба полковник Бахаров Б. С. и работники штаба. 28 июня 1942 года корпус передан в состав Брянского фронта.
1 марта 1943 года за мужество и героизм личного состава формирования, в борьбе против захватчиков из объединённой Европы, соединение награждено почётным званием «Гвардейский», ему присвоен новый войсковой № 4, и он стал именоваться 4-й гвардейский танковый корпус.

### Боевой путь
Директивой Ставки Верховного Главнокомандования (СВГК) № 170462, от 25 июня 1942 года, танковый корпус включён в состав Брянского фронта РККА.
28 июня 1942 года перебрасывается в район Касторной для нанесения контрудара по прорвавшейся немецкой группировке.
Директивой Ставки ВГК № 1035010, от 28 июня 1942 года, танковый корпус включён в состав Брянского фронта (повторное решение???)
30 июня 1942 года 31-я мсбр была атакована частями моторизованной дивизии «Великая Германия». В результате боя мотострелки совместно с подошедшей 102 тбр 4 тк подбили и уничтожили 17 вражеских танков. 67 тбр, перебрасываемая на помощь 31 мсбр и двигавшаяся без разведки, неожиданно столкнулась с немецкими танками. В результате часового боя 67 тбр потеряла 20 боевых машин подбитыми и сгоревшими и отошла.
Утром 1 июля 1942 года в атаку перешла 174 тбр, но не поддержанная 66 тбр, как это предусматривалось планом, вынуждена была вести бой с превосходящими силами противника. В результате этого, а также четырёх крупных авианалётов на боевые порядки 174 тбр, она потеряла 23 танка Т-34 и вынуждена была отойти. После отхода 174 тбр немцы, подтянув силы, атаковали деревню Кулевка, где находилась 66 тбр. В результате 11-часового боя эта бригада была окружена и отошла.
С занятием немцами Кулевки корпус оказался разрезанным на две части: правую (66-я тбр и 115-я отбр и 116-я отбр 40 А) и левую (остатки 31-й мсбр, 67-я тбр, 147-я тбр и 102-я тбр 1-го тк). Связь штаба корпуса с левой группой была потеряна. Создалась реальная угроза прорыва немецких частей к Воронежу через Нижнедевицк.
2 июля 1942 года утром немцы атаковали Горшечное, где оборонялись части левой группы и окружили их. Однако вечером бригады сумели вырваться из кольца, понеся большие потери.
3 июля 1942 года утром немецкие танки заняли Нижнедевицк. Остатки 66-й тбр, не имея артиллерийской и авиационной поддержки, не смогли задержать противника. Примерно в 20.00 немцы неожиданной атакой смяли части корпуса (к этому времени в корпусе имелось всего 38 боеспособных танков — 10 единиц КВ-1, 11 единиц Т-34 и 17 единиц Т-60) и вышли к переправе через Дон у Верхне-Турово. Здесь их на три часа сумели задержать батарея противотанковых орудий 31 мсбр и взвод танков Т-34.
4 июля 1942 года весь день остатки корпуса сдерживали наступавшие немецкие части, а ночью по приказу командования переправились на другой берег Дона.
Всего за четыре дня боев потери 17-го тк составили 1 661 человек убитыми, ранеными и пропавшими без вести. 23 единицы КВ-1, 62 единицы Т-34, 47 единиц Т-60, 23 орудия, 22 миномёта и 14 пулемётов.
7 июля 1942 Директивой Ставки ВГК № 170466, от 7 июля 1942 года Брянский фронт был разделён на Брянский и Воронежский фронта и корпус включён в состав Воронежского фронта.
1 октября 1942 Директивой Ставки ВГК № 994214, от 1 октября 1942 года, корпус выводится из состава Воронежского фронта в Резерв Ставки ВГК в район Татищево.
16—30 декабря 1942 года 17-й тк участвует в Среднедонской наступательной операции. На участке прорыва 17-го тк находились следующие силы и средства противника:
- 5-я итальянская пехотная дивизия «Коссерия»[итал.] (до 9000 чел., 124 орудия (из них 52 ПТО), 90 миномётов, 108 ранцевых огнемётов, 152 станковых пулемёта) на участке Новая Калитва — хутор Красно-Ореховое (50°03′25″ с. ш. 40°26′04″ в. д.HGЯO).
- 3-я итальянская альпийская пехотная дивизия «Юлия» (до 7000 чел., 60 орудий (из них 24 ПТО), 24 миномёта, 66 пулемётов) на участке хутора Новая Мельница, Криничное, Фисенково.
- 385-я немецкая пехотная дивизия[нем.] (до 3500 чел., 26 орудий (из них 18 ПТО), 12 миномётов, 36 станковых пулемётов) в районе Дерезовка.
- 27-я немецкая танковая дивизия (до 6500 чел., 76 орудий (из них 24 ПТО), 90 миномётов, 92 станковых пулемёта, 300 мотоциклов, до 150 танков) в районе Оробинский, Гадючье.

Всего: 338 орудий (из них 154 ПТО), 306 миномётов, 150 танков, 398 станковых пулемётов, 108 ранцевых огнемётов.
Оборона противника строилась по принципу узлов сопротивления и опорных пунктов, имея в промежутках между ними инженерные сооружения и препятствия в виде рвов, минных заграждений и противотанковых орудий. 17-й тк действовал на правом фланге наступления и имел задачу не допустить выход оперативных резервов противника в районы действий ударных танковых корпусов Юго-Западного и Донского фронтов. В первом эшелоне наступали 67-я и 174-я танковые бригады, в резерве имея 66-ю тбр, 1-ю ибр и 265/45 ГМД..
В районе сосредоточения корпус имел следующую матчасть (на ходу):
- 66-я тбр (31 Т-34, 20 Т-70)
- 67-я тбр (25 Т-34, 18 Т-70)
- 174-я тбр (31 Т-34, 19 Т-70)

19 декабря 1942 года 17-й танковый корпус взял Кантемировку, а с 22 декабря начал бои за населенные пункты Волошино и Сулин.
19 декабря 1942 года Директивой Ставки ВГК № 170711, от 18 декабря 1942 года, 6 А вместе с корпусом была передана из состава Воронежского фронта в Юго-Западный фронт.
1 марта 1943 года за мужество и героизм личного состава соединения, в борьбе против захватчиков из объединённой Европы, соединение награждено почётным званием «гвардейский», ему присвоен новый войсковой № 4, и он стал именоваться 4-й гвардейский танковый корпус. В соответствии с демобилизацией Союза ССР 14 июня 1945 года 4-й гвардейский танковый корпус был преобразован в 4-ю гвардейскую танковую дивизию.

## Командование

### Корпусом командовали
Фекленко, Николай Владимирович (22.06.1942 - 01.07.1942), генерал-майор танковых войск (по другим данным с 26.06.1942), снят с должности, кратковременно арестован
Корчагин, Иван Петрович (02.07.1942 - 20.07.1942), генерал-майор танковых войск
(другие данные: 01.07.1942-24.07.1942 (справочник ТК))
Бахаров, Борис Сергеевич (21.07.1942 - 06.08.1942), полковник
(одновременно 00.06.1942-00.09.1942 начальник штаба корпуса)
Полубояров, Павел Павлович (07.08.1942 - 03.01.1943), полковник, с 10.11.1942 генерал-майор танковых войск (другие данные: 01.08.1942-03.01.1943)

### Начальники штаба
Бахаров, Борис Сергеевич (00.06.1942 - 00.09.1942), полковник
(одновременно 21.07.1942-06.08.1942 командир корпуса)
Нагайбаков, Измаил Ахметович (15.10.1942 - 03.01.1943), полковник

### Заместитель командира корпуса по технической части
Савцов, Евгений Иванович, (00.06.1942 - 03.01.1943) полковник.

### Заместитель командира корпуса по политической части (до 09.10.1942 - военный комиссар)
Гуляев, Василий Георгиевич, (21.06.1942 - 03.01.1943) полковник

## Отличившиеся воины
- Петров, Николай Семёнович, старшина, механик-водитель танка Т-34 380-го танкового батальона 174-й танковой бригады.
- Шпигунов, Иван Михайлович, лейтенант, командир танковой роты 380-го танкового батальона 174-й танковой бригады[6].

## Состав
- Управление корпуса
- 67-я танковая бригада
- 174-я танковая бригада
- 66-я танковая бригада тяжёлых танков
- 31-я мотострелковая бригада
- 17-я отдельная автотранспортная рота подвоза ГСМ, с 19.09.1942
- 85-я подвижная танкоремонтная база
- 92-я подвижная авторемонтная база

## В составе
- В составе действующей армии:
- 25 июня 1942 года включён в состав Брянского фронта[7]
- включён в состав 60-я армии
- входил в состав 1-й гвардейской армии

## Воспоминания
- П. П. Полубояров. Стальная гвардия// Битва за Сталинград.4-е издание. — Волгоград: Нижне-Волжское книжное издательство, 1973 — С.366 — 373.